# 卡氏帚麗鯛
卡氏帚麗鯛，為輻鰭魚綱鱸形目隆頭魚亞目慈鯛科的其中一種，分布於非洲奧塔萬戈河、三比西河上游流域，體長可達34.5公分，棲息在氾濫沼澤區，成小群活動，以昆蟲、甲殼類、蝸牛等為食，生活習性不明，可作為觀賞魚。

## 擴展閱讀
維基物種上的相關：卡氏帚麗鯛